# Scelobotrichia
Scelobotrichia is een geslacht van schietmotten uit de familie Hydroptilidae.

## Soorten
Deze lijst is mogelijk niet compleet.
- S. contrerasi SC Harris & J Bueno-Soria, 1993
- S. profunda SC Harris & J Bueno-Soria, 1993
- S. quemada (OS Flint, 1970)